# 高加索戰爭
高加索战争（1817 - 1864）（俄语：Кавказская война），又称俄罗斯高加索征服，是指是俄羅斯帝國軍隊與吞併北高加索以及與北高加索的對抗有關的軍事行動的總稱。最终，俄罗斯帝国获得胜利，高加索戰爭被認為是俄羅斯歷史上最長的戰爭。
高加索戰爭的开始可以追溯到1817年。俄羅斯帝国試圖消除搶劫、奴隸貿易、以及英国和奥斯曼土耳其針對俄羅斯在高加索地區存在的牵制。当時，喬治亞、亞美尼亞和亞塞拜然的土地已加入俄羅斯帝国，與他們的聯繫是透過達吉斯坦、車臣和阿布哈茲的土地進行的。但道路非常危險，所有沿路行走的人都不斷遭受当地山民者的掠奪性攻擊。早在1781年，一些車臣山地人自願成為俄羅斯的一部分，另外一些山地領導人試圖保持獨立。1816年，俄罗斯帝国高加索地區新任總司令阿列克謝·彼得羅維奇·葉爾莫洛夫上任，他立即開始了領土的征服。建造了許多高加索防線的堡壘。当地山民們進行了激烈的抵抗，但由於兵力的巨大優勢，俄羅斯人最終還是获胜了。

## 背景
俄羅斯對高加索地區的滲透始於16世紀下半葉伊凡雷帝時代。俄羅斯在高加索地區影響力的據點是建在捷列克河和孫札河下游的捷列克堡和孫札堡。在此期間，俄羅斯與塔科夫的沙姆哈爾多姆發動了戰爭。
18世紀，俄羅斯開始在高加索地區進行系統性的推進。隨著1735年基茲利亞爾的建成，高加索防線的開始建設。 1763年莫茲多克成立。 1768 年至 1774 年的俄土戰爭後，女皇葉卡捷琳娜二世頒布了關於建造一系列前哨基地的法令。 1785年，隨著弗拉季高加索的建立，線路建設完成。
根據1783年7月24日的《格奧爾基耶夫斯克條約》，卡爾特利-卡赫季國王伊拉克利二世受俄羅斯保護。
1783年克里米亞併入俄羅斯後，諾蓋人居住的庫班河以北的土地就歸俄羅斯所有。由於擔心被重新安置到烏拉山脈以外的地方，諾蓋人發動了起義，但被蘇沃洛夫鎮壓。隨著俄羅斯帝國這次起義的鎮壓，北高加索草原的殖民之路打開了。諾蓋人的很大一部分遷移到了奧斯曼土耳其帝國，其餘的遷移到了達吉斯坦北部。
根據 1792 年的法案，葉卡捷琳娜二世授予黑海軍團從塔曼到拉巴河口的土地。1793年，軍事城市葉卡捷琳諾達爾（現為克拉斯諾達爾）和一些哥薩克村莊成立。重新安置過程持續了數年。與哥薩克一起，逃亡農民和現役士兵開始在黑海地區定居。

## 战争过程
- 俄波戰爭 (1796年)
- 吞併喬治亞（1800年–1804年）
- 俄波戰爭（1804年–1813年）
- 征服車臣和達吉斯坦（1856-1860）
- 切爾克西亞征服（1859年-1864年）

## 结果

### 人口构成的变化
俄羅斯帝国以慘重的流血代價鎮壓了高加索山民的武裝抵抗，導致數十萬不接受俄羅斯帝国统治的高加索山民被迫離開家園，遷往土耳其和中東。他們中的大多數是切爾克斯人、阿巴札人和阿布哈茲人。

### 民族自治斗争
1864 年戰爭結束時，高加索地區建立了脆弱的和平，而俄羅斯在外高加索的鞏固以及高加索地區穆斯林從其穆斯林世界那裡獲得財政和武裝支持的機會的削弱，促進了這種和平。一支組織嚴密、訓練有素、全副武裝的哥薩克軍隊確保了北高加索地區的平靜。但是这种脆弱的平衡日后多次被打破。